# Los sinsabores del verdadero policía
Los sinsabores del verdadero policía es la duodécima novela, y la tercera editada de manera póstuma, del escritor chileno Roberto Bolaño (1953-2003), escrita desde la década de 1980 pero publicada finalmente de manera póstuma en 2011 por la Editorial Anagrama en Barcelona, España, en la misma ciudad donde el autor falleció a los 50 años de edad.
En el prólogo de la obra, el crítico Juan Antonio Masoliver Ródenas señala que, como 2666, esta es «una novela inacabada, pero no una novela incompleta». El propio Bolaño dijo de esta obra que «el policía es el lector, que busca en vano ordenar esta novela endemoniada».
Otro título alternativo que tenía pensado para la novela era el de Asesinos de Sonora, correspondiente al nombre del último capítulo.

## Relación con otros libros
Muchos de los personajes de esta novela se repiten en trabajos anteriores del autor. El protagonista del libro, el chileno exiliado Óscar Amalfitano, que aparece junto a su hija Rosa, también protagonizaban La parte de Amalfitano de la novela 2666. Sin embargo, en ambos libros se aprecian algunas diferencias marcadas entre los personajes, especialmente con respecto a las tendencias sexuales de Amalfitano. También en esta novela aparece el escritor francés J.M.G. Arcimboldi, que en 2666 es alemán y juega un papel fundamental bajo el nombre de Benno von Archimboldi. El joven guardaespaldas Pancho Monje Expósito, por su parte, en 2666 es llamado Lalo Cura Expósito, y también aparece en el libro de cuentos Putas asesinas, pero interpretando un personaje muy diferente. Adicionalmente, la historia de un sevillano a quien los rusos le cortan la lengua, forma parte del relato Otro cuento ruso del libro de cuentos Llamadas telefónicas, en el que también se menciona a Amalfitano. Algunas de las historias y personajes restantes de la obra también figuran en otros libros como Estrella distante y Los detectives salvajes.
Como es usual en la obra de Bolaño, también en esta basa algunos de sus personajes en personas reales. Así, el profesor Antoni Carrera, amigo de Amalfitano en la Universidad de Barcelona, es un trasunto del escritor catalán A. G. Porta, amigo de Bolaño con quien escribió conjuntamente la primera novela de ambos, Consejos de un discípulo de Morrison a un fanático de Joyce (1984).

## Estructura
La novela está dividida en los siguientes capítulos, los cuales a su vez están divididos en secciones, algunas pocas de las cuales están también subtituladas.
1. La caída del muro de Berlín
2. Amalfitano y Padilla
3. Rosa Amalfitano
4. J. M. G. Arcimboldi
5. Asesinos de Sonora

El libro comienza con un prólogo de Juan Antonio Masoliver Ródenas, y acaba con una nota editorial de la esposa de Bolaño, Carolina López, heredera de su obra, junto a sus hijos.